# Marija Woloschtschenko
Marija Wjatscheslawiwna Woloschtschenko (ukrainisch Марія Вячеславівна Волощенко, * 25. Juli 1989 in Luhansk) ist eine ukrainische Wasserspringerin. Sie startet im Kunstspringen vom 1-m- und 3-m-Brett und im 3-m-Synchronspringen.
Woloschtschenko nahm an den Olympischen Spielen 2008 in Peking teil. Mit Hanna Pysmenska wurde sie im 3-m-Synchronwettbewerb Siebte. Bei der Europameisterschaft 2008 in Eindhoven erreichte sie ihr bislang bestes Einzelergebnis, vom 1-m-Brett wurde sie Vierte, vom 3-m-Brett Zwölfte.